# Vụ hai tàu trật đường ray ở Harda
Vào ngày 4 tháng 8 năm 2015, hai tàu chở khách Kamayani Express và Janata Express đã trật đường ray gần nhà ga Kudawa khoảng 20 kilômét (12 mi) về phía tây Harda, bang Madhya Pradesh, miền trung Ấn Độ.
Có ít nhất 31 người thiệt mạng và 100 người khác bị thương. Ủy ban an toàn đường sắt khu vực trung tâm Ấn Độ đã mở một điều vtra về vụ tai nạn.

## Tìm kiếm cứu nạn
Ngay sau vụ tai nạn, các đội cứu hộ của Lực lượng phản ứng thảm họa quốc gia và Lực lượng phản ứng thảm họa bang Madhya Pradesh đã được huy động đến hiện trường để cứu các hành khách bị kẹt trong các toa tàu. Khoảng 300 hành khách đã được cứu. Điều kiện thời tiết bất lợi đã ảnh hướng đến hoạt động tìm kiếm cứu nạn. Những người dân địa phương cũng đã tham gia vào cuộc cứu nạn Đến sáng ngày 5 tháng 8, những toa tàu trật ray đã được loại bỏ. Hơn 25 tàu đi từ Mumbai, Punjab, Uttar Pradesh, và Madhya Pradesh đã bị chẵn hoặc chuyển hướng sang tuyến khác.